# San Erkenwald (poema)
San Erkenwald es un poema aliterativo del siglo XIV, presuntamente compuesto en 1386. En ocasiones se ha atribuido al poeta Pearl (también llamado poeta Gawain). Su protagonista es el obispo de Londres entre 675 y 693.
Solo existe un manuscrito, el Ms. Harley 2250 de la Biblioteca Británica. El primer verso del manuscrito comienza con una letra "A" rubricada de dos líneas de altura, y el verso 176 empieza con una letra "T" de características similares. La primera edición moderna fue publicada por H. L. Savage e Israel Gollancz en 1926. 

## Análisis de la estructura
El poema consiste de 352 líneas. Hay un empleo constante de la aliteración a lo largo del texto, normalmente con tres palabras aliteradas por verso.

## Análisis del contenido
El aspecto narrativo de la obra presenta un incidente en la vida de San Erkenwald: Durante la construcción de una catedral sobre el emplazamiento de un antiguo templo pagano, es desenterrado un sarcófago. Este sarcófago se encuentra tallado con una escritura intraducible (posiblemente se trate de runas) y contiene un cadáver vestido con ropas similares a las de un rey. Se convoca al obispo Erkenwald para que acuda al lugar y, luego de orar a Dios para poder resolver este misterio, el difunto revive. Mediante sus respuestas a las preguntas de Erkenwald, se revela que era un distinguido juez, famoso por ser justo, que vivió durante la época pagana de Gran Bretaña, en tiempos del rey Belino, y que había recibido los honores de una vestimenta real a causa de sus muchas decisiones imparciales. Las lágrimas de Erkenwald lo bautizan y el cadáver se convierte en polvo, mientras el alma de este hombre justo entra en la paz eterna.

### Temática
Por medio de un exemplum, el poema trata la cuestión de si es posible la salvación de las personas que han llevado vidas moralmente admirables pero que no tuvieron la oportunidad de recibir un bautismo cristiano. El milagro presente en la historia demuestra de manera gráfica que la salvación es posible para tales personas.

### Ediciones
- Burrow, J.A. y Turville-Petre, Thorlac, A Book of Middle English, 2ª edición, Oxford: Blackwell, 1996, ISBN 0631193537
- Peterson, Clifford (editor) y Finch, Casey (traductor). En The Complete Works of the Pearl Poet (Berkeley: University of California Press. 1995) ISBN 0520078713 (presentando páginas opuestas con el poema en inglés medio y la traducción en inglés moderno).
- Morse, Ruth, St. Erkenwald, Cambridge: D.S. Brewer Ltd, 1975, ISBN 0874716861.
- Savage, Henry L., St. Erkenwald, Hampden, Connecticut: Archon Books, 1972, ISBN 0208011366
- Peterson, Clifford, St. Erkenwald, Filadelfia: University of Pennsylvania Press, 1977, ISBN 0812277236

### Comentarios y críticas
- Larry D. Benson, 1965  “The Authorship of St.Erkenwald.” Journal of English and Germanic Philology 64: 393-405.
- Christine Chism, Alliterative Revivals, Filadelfia: University of Pennsylvania Press. 2002) ISBN 0812236556.
- J. R. Hulbert, 1918 - 1919 “The Sources of St. Erkenwald and the Trental of Gregory,” Modern Philology 16: 485 - 93.
- T. McAlindon, 1970 “Hagiography into Art: A Study of St. Erkenwald.”  Studies in Philology 67: 472 -94.
- Ruth Nissé, "'A Coroun Ful Riche': The Rule of History in St. Erkenwald." ELH 65.2 (1998): 277-95.
- Monika Otter, "'New Werke': St. Erkenwald, St. Alban's, and the Medieval Sense of the Past," Journal of Medieval and Renaissance Studies. 24.3 (1994): 387-414.
- William A. Quinn, 1984 “The Psychology of St. Erkenwald.”  Medium Aevum 3, No. 2: 180 - 93.
- G. Whatley, “Heathens and Saints: St. Erkenwald and its Legendary Context.”  Speculum 61.2 (1986): 330-63.
- Helen Young, 2007 "Refusing the Medieval Other: A Case Study of Pre-Modern Nationalism and Postcoloniality in the Middle English "St Erkenwald"." 'The Politics and Aesthetics of Refusal.' Editores: Caroline Hamilton, Michelle Kelly, Elaine Minor, Will Noonan. Cambridge Scholars Publishing. 140 - 65.